# Tweede Kamerverkiezingen 2006/Kandidatenlijst/PVV
Op 16 september 2006 maakte partijleider Geert Wilders de kandidatenlijst voor de Tweede Kamerverkiezingen 2006 van de Partij voor de Vrijheid (PVV) bekend. De eerste negen personen zijn ook daadwerkelijk gekozen. Achter hun namen staat het aantal uitgebrachte stemmen.

## De lijst
- vet: verkozen
- schuin: voorkeurdrempel overschreden

| Plek | Naam                         | Geb. jaar | Stemmen |
| ---- | ---------------------------- | --------- | ------- |
| 1.   | G. (Geert) Wilders           | 1963      | 566.197 |
| 2.   | M. (Fleur) Agema             | 1976      | 5.910   |
| 3.   | R. (Raymond) de Roon         | 1952      | 448     |
| 4.   | H. (Hero) Brinkman           | 1964      | 618     |
| 5.   | M. (Martin) Bosma            | 1964      | 391     |
| 6.   | D.J.G. (Dion) Graus          | 1967      | 1.296   |
| 7.   | B. (Barry) Madlener          | 1969      | 344     |
| 8.   | A.P.C. (Teun) van Dijck      | 1963      | 114     |
| 9.   | S.R. (Sietse) Fritsma        | 1972      | 127     |
| 10.  | R. (Richard) de Mos          | 1976      | 282     |
| 11.  | A.J. (Auke) Zijlstra         | 1964      | 540     |
| 12.  | G.A.M.M. (Geert) Tomlow      | 1955      | 122     |
| 13.  | H.A.M. (Hélène) Boot         |           | 484     |
| 14.  | P.P. (Peter) Sonnenschein    |           | 262     |
| 15.  | L. (Lucas) Hartong           | 1963      | 178     |
| 16.  | S.H. (Sheren) Cheng          | 1970      | 496     |
| 17.  | R.J.H. (Roeland) van Zoelen  |           | 223     |
| 18.  | J.H.A. (Hans) Leemans        |           | 162     |
| 19.  | H.J. (Rick) van der Linden   |           | 205     |
| 20.  | P. (Patricia) van der Kammen | 1972      | 1.091   |

2006 · 2010 · 2012 · 2017 · 2021 · 2023
CDA · PvdA · VVD · SP · Fortuyn · GroenLinks · D66 · ChristenUnie · SGP · Nederland Transparant · PvdD · EénNL · PVV · Lijst 14 · Partij voor Nederland · CDDP · LibDem · VSP · Ad Bos Collectief · GVIP · Lijst 21 · Tamara's Open Partij · Solide Multiculturele Partij · hetZeteltje